# Халькофіліт

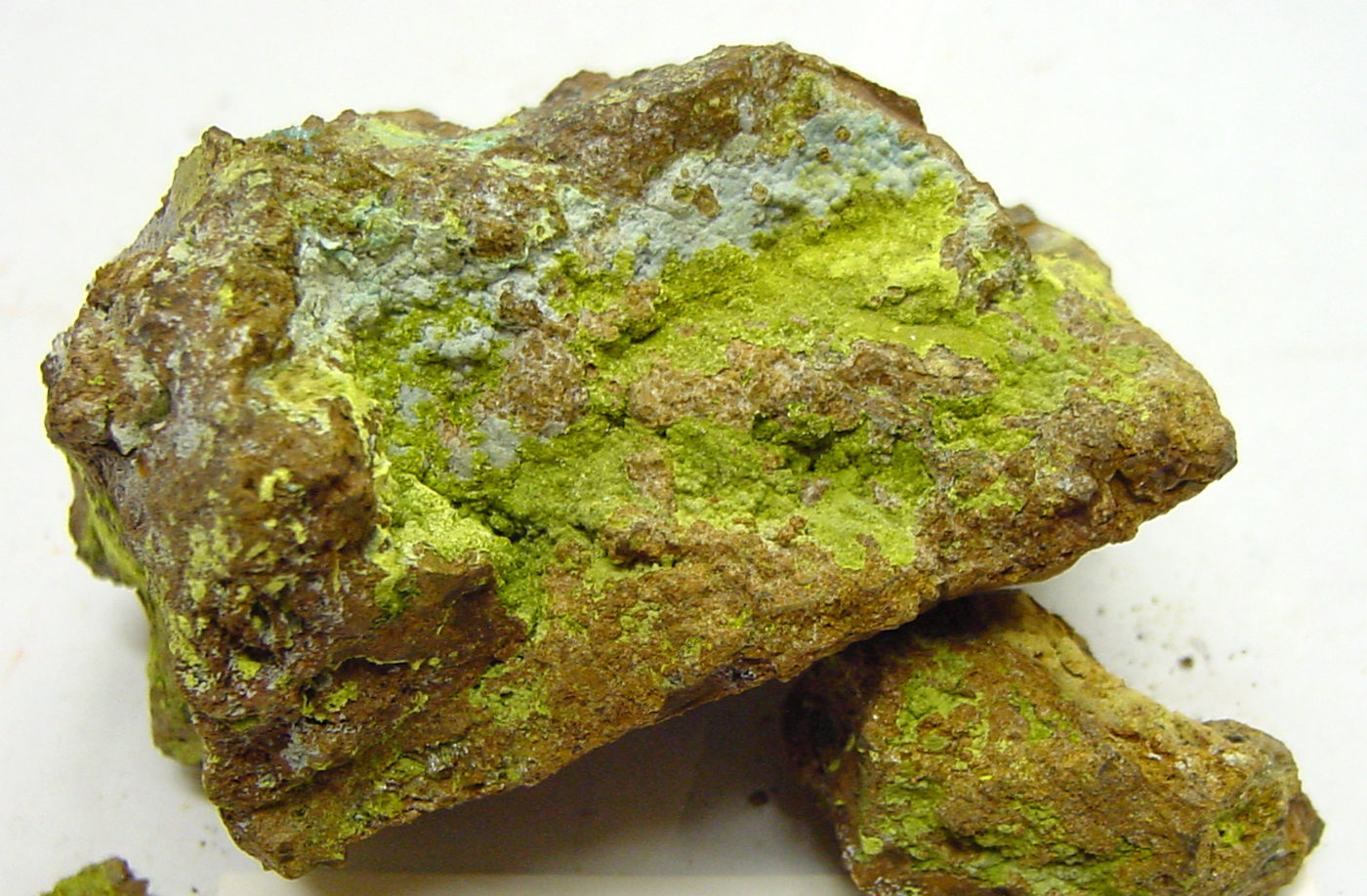
Халькофіліт

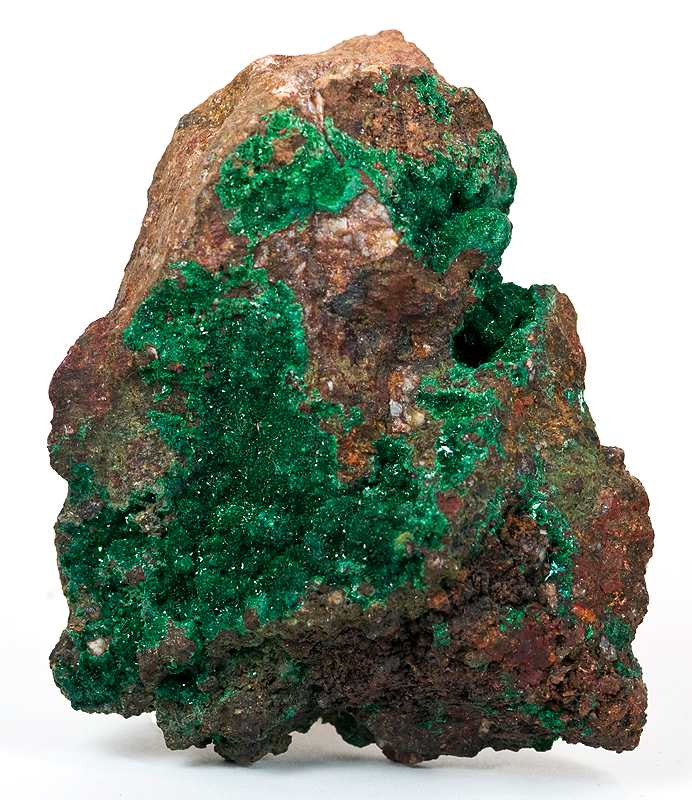
Халькофіліт

Халькофіліт (рос. халькофиллит; англ. chalcophyllite, нім. Chalcophyllit m) — мінерал, водний основний сульфатоарсенат міді та алюмінію.
Від халько… і грецьк. «філлон» — лист (J.F.A.Breithaupt, 1841).
Синоніми: купрофіліт, слюдка мідна, тамарит.

## Опис
Хімічна формула:
- 1. За Є. Лазаренком: (Cu, Al)3[(OH)4 (AsO4SO4)]·6H2O.
- 2. За К.Фреєм і «Fleischer's Glossary» (2004): Cu18Al2 [AsO4]3 [SO4]3(OH)27•3H2O.

Містить (%): CuO — 48,44; Al2O3 — 3,45; SO3 — 8,12; As2O5 — 11,66; H2O — 28,33.
Сингонія тригональна. Дитригонально-скаленоедричний вид. Форми виділення: таблитчасті кристали та листуваті аґреґати, друзи, розетки. Спайність досконала по (0001). Густина 2,4-2,67. Тв. 2. Колір від смарагдового до трав'яно-зеленого. На площинах спайності перламутровий полиск. Крихкий.

## Поширення
Зустрічається в зонах окиснення мідних родовищ. Рідкісний. Супутні мінерали: халькопірит, куприт, ліроконіт. Знахідки: Саксонія (ФРН), Тіроль (Австрія), шт. Аризона (США), Бреден Майн (Чилі), Урал (РФ).